# Fasiànids
Els fasiànids (Phasianidae) són una família d'ocells de l'ordre dels gal·liformes a què pertanyen, entre d'altres, els faisans, la perdiu, el gall, la guatlla, el francolí i el paó. Són espècies de mida variable, viuen a terra, i poden pesar de 43 g en amunt, per la guatlla xinesa (Coturnix chinensis) fins a 6 kg del paó blau (Pavo cristatus). S'hi produeix en general un dimorfisme sexual quant a la mida, i els mascles tendeixen a ser més grossos que les femelles. Són aus habitualment rodanxones, amb ales relativament curtes i potes robustes, i moltes d'elles tenen un esperó a les potes, característica que comparteixen amb els galls dindi i les espècies de la família Numididae (com ara la gallina de Guinea), però no amb altres aus gal·liformes. Tenen el bec curt i, en general, fort, sobretot en les espècies que cerquen el seu aliment sota terra. Els mascles de les espècies més grosses solen tenir el plomatge de vius colors i també ornaments facials, com ara barbes o crestes.

## Alimentació
Aquests ocells s'alimenten de manera molt diversa, sia amb una dieta purament vegetariana (llavors, fulles, fruits, tubercles, arrels...) o de petits animals, inclosos insectes, larves d'insectes i fins i tot petits rèptils. La majoria de les espècies s'especialitzen en la dieta vegetariana o bé són predadors, tot i que les cries de la majoria de les espècies són insectívores.

## Reproducció
Les estratègies de reproducció dels fasiànids són força diverses. A diferència de la majoria d'ocells, hi ha un gran nombre d'espècies que no són monògames. Se sap que els francolins d'Àfrica (la majoria d'espècies del gènere Francolinus) i algunes perdius són monògames, però s'ha observat poligàmia en els faisans, en les espècies del gènere Gallus i en algunes guatlles. La nidificació es realitza normalment a terra; solament el gènere Tragopan nia en la part superior de les soques dels arbusts. Poden construir els nius amb la vegetació disponible o bé aprofitar esquerdes en el terreny; poden encabir fins a 18 ous, tot i que és més habitual que siguin de 7 a 12, alguns menys en espècies tropicals. Gairebé sempre són les femelles qui s'ocupen de la incubació, que dura de 14 a 30 dies, depenent de l'espècie.

## Distribució
Els fasiànids són originaris de l'hemisferi oriental, amb una distribució que inclou la major part d'Europa i Àsia (excepte l'extrem nord), tot Àfrica, excepte els deserts més àrids, una bona part de l'est d'Austràlia i (anteriorment) Nova Zelanda. La diversitat més gran d'espècies es dona en el sud-est asiàtic i a Àfrica. Entre els faisans, amb l'excepció de l'Afropavo congensis, la distribució original estava totalment restringida a Àsia, mentre que els Perdicinae tenien una distribució molt més ampla. Dins la seva àrea de distribució, ocupen gairebé tots els hàbitats disponibles llevat dels boscos boreals i la tundra. La família és generalment sedentària i resident, tot i que algunes guatlles realitzen grans migracions. Diverses espècies de la família s'han introduït amplament en tot el món, sobretot els faisans, que s'han introduït a Europa, Austràlia i les Amèriques. Algunes poblacions en captivitat de paons i pollastres que van escapar han esdevingut salvatges.

## Relació amb l'home
Diverses espècies de faisans i perdius són molt importants per a l'home. Gallus gallus del sud-est asiàtic és l'ancestre salvatge del gall domèstic (Gallus gallus domesticus), l'au més important en ramaderia. El faisà comú ( Phasianus colchicus), diverses espècies de perdius i guatlles, i alguns francolins han estat amplament introduïts i gestionats com a aus de caça. Diverses espècies es troben amenaçades per les activitats humanes.

## Taxonomia
Antany eren classificats en quatre subfamílies basades en la semblança però que van resultar parafilètiques:
- Subfamília dels meleagridins Meleagridinae, que incloïa els galls dindi. Va ser considerada en el passat una família independent (Meleagrididae).
- Subfamília dels perdicins Perdicinae, que incloïa perdius i francolins.
- Subfamília fasianins (Phasianinae), que incloïa els faisans, galls domèstics, paons i altres espècies.
- Subfamília dels tetrainins (Tetraoninae) formada per una sèrie d'espècies principalment holàrtiques, com ara el gall fer o la perdiu blanca. Considerada de vegades una família independent (Tetraonidae).

Aquesta família es classifica en 54 gèneres amb 188 espècies. seguint Kimball et al., 2021
La classificació en subfamílies i tribus segueix la nomenclatura de la 4a edició de the Howard and Moore Complete Checklist of the Birds of the World. Alguns gèneres no adscrits a cap tribu, són considerats Incertae sedis:
- Subfamília Rollulinae:
- Gènere Xenoperdix amb dues espècies.
- Gènere Caloperdix amb una espècie: rulrul rovellat (Caloperdix oculeus).
- Gènere Rollulus amb una espècie: rulrul crestat (Rollulus rouloul).
- Gènere Melanoperdix amb una espècie: perdiu negra (Melanoperdix niger).
- Gènere Arborophila amb 19 espècies.

- Subfamília Phasianinae.
- Gènere Lerwa amb una espècie: gall nival bec-roig (Lerwa lerwa).
- Gènere Ithaginis amb una espècie: faisà sagnant (Ithaginis cruentus).
- Tribu Lophophorini.
  - Gènere Tragopan amb 5 espècies.
  - Gènere Tetraophasis amb dues espècies.
  - Gènere Lophophorus amb tres espècies.
- Gènere Pucrasia amb una espècie: faisà koklas (Pucrasia macrolopha).
- Tribu Tetraonini.
  - Gènere Meleagris amb dues espècies.
  - Gènere Bonasa amb una espècie: grèvol crestat (Bonasa umbellus).
  - Gènere Tetrastes amb dues espècies.
  - Gènere Centrocercus amb dues espècies.
  - Gènere Dendragapus amb dues espècies.
  - Gènere Tympanuchus amb tres espècies.
  - Gènere Lagopus amb tres espècies.
  - Gènere Falcipennis amb una espècie: grèvol siberià (Falcipennis falcipennis).
  - Gènere Canachites amb una espècie: grèvol del Canadà (Canachites canadensis).
  - Gènere Tetrao amb dues espècies.
  - Gènere Lyrurus amb dues espècies.
- Gènere Rhizothera amb dues espècies.
- Gènere Perdix amb tres espècies.
- Tribu Phasianini
  - Gènere Syrmaticus amb 5 espècies.
  - Gènere Chrysolophus amb dues espècies.
  - Gènere Phasianus amb dues espècies.
  - Gènere Catreus amb una espècie: faisà de Wallich (Catreus wallichii).
  - Gènere Crossoptilon amb 4 espècies.
  - Gènere Lophura amb 11 espècies.
- Tribu Pavonini
  - Gènere Rheinardia amb dues espècies.
  - Gènere Argusianus amb una espècie: argus comú (Argusianus argus).
  - Gènere Afropavo amb una espècie: paó del Congo (Afropavo congensis).
  - Gènere Pavo amb dues espècies.
- Gènere Tropicoperdix amb tres espècies.
- Gènere Haematortyx amb una espècie: rulrul cap-roig (Haematortyx sanguiniceps).
- Gènere Galloperdix amb tres espècies.
- Gènere Polyplectron amb 8 espècies.
- Tribu Gallini
  - Gènere Bambusicola amb tres espècies.
  - Gènere Gallus amb 4 espècies.
  - Gènere Peliperdix amb una espècie: francolí maculat (Peliperdix lathami).
  - Gènere Ortygornis amb tres espècies.
  - Gènere Francolinus amb tres espècies.
  - Gènere Campocolinus amb tres espècies.
  - Gènere Scleroptila amb 9 espècies.
- Tribu Coturnicini
  - Gènere Tetraogallus amb 5 espècies.
  - Gènere Ammoperdix amb dues espècies.
  - Gènere Synoicus amb 4 espècies.
  - Gènere Margaroperdix amb una espècie: perdiu de Madagascar (Margaroperdix madagarensis).
  - Gènere Coturnix amb 6 espècies.
  - Gènere Alectoris amb 7 espècies.
  - Gènere Perdicula amb 4 espècies.
  - Gènere Ophrysia amb una espècie: perdiu de l'Himàlaia (Ophrysia superciliosa).
  - Gènere Pternistis amb 23 espècies.